# English Bay

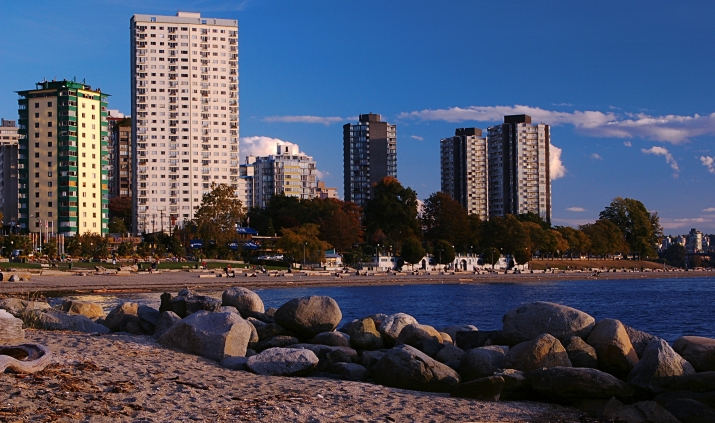
Pohled na záliv English Bay, pláž First Beach a městskou část West End

English Bay je záliv ve městě Vancouver, v kanadské provincii Britská Kolumbie. Leží na západ od poloostrova, na němž se nachází centrum města - Downtown. Poloostrov odděluje záliv English Bay od fjordu Burrard na severovýchodě a od zálivu False Creek na jihovýchodě. Pláž English Bay Beach, která leží u městské části West End je nejpopulárnější pláží v oblasti downtownu, kde se dá opalovat, plavat a pozorovat západ slunce. Mezi další pláže obklopující zátoku patří Sunset Beach, Second Beach a Third Beach. Na jih od zátoky leží pláže Kitsilano Beach, Jericho Beach, Spanish Bank a Locarno Beach.

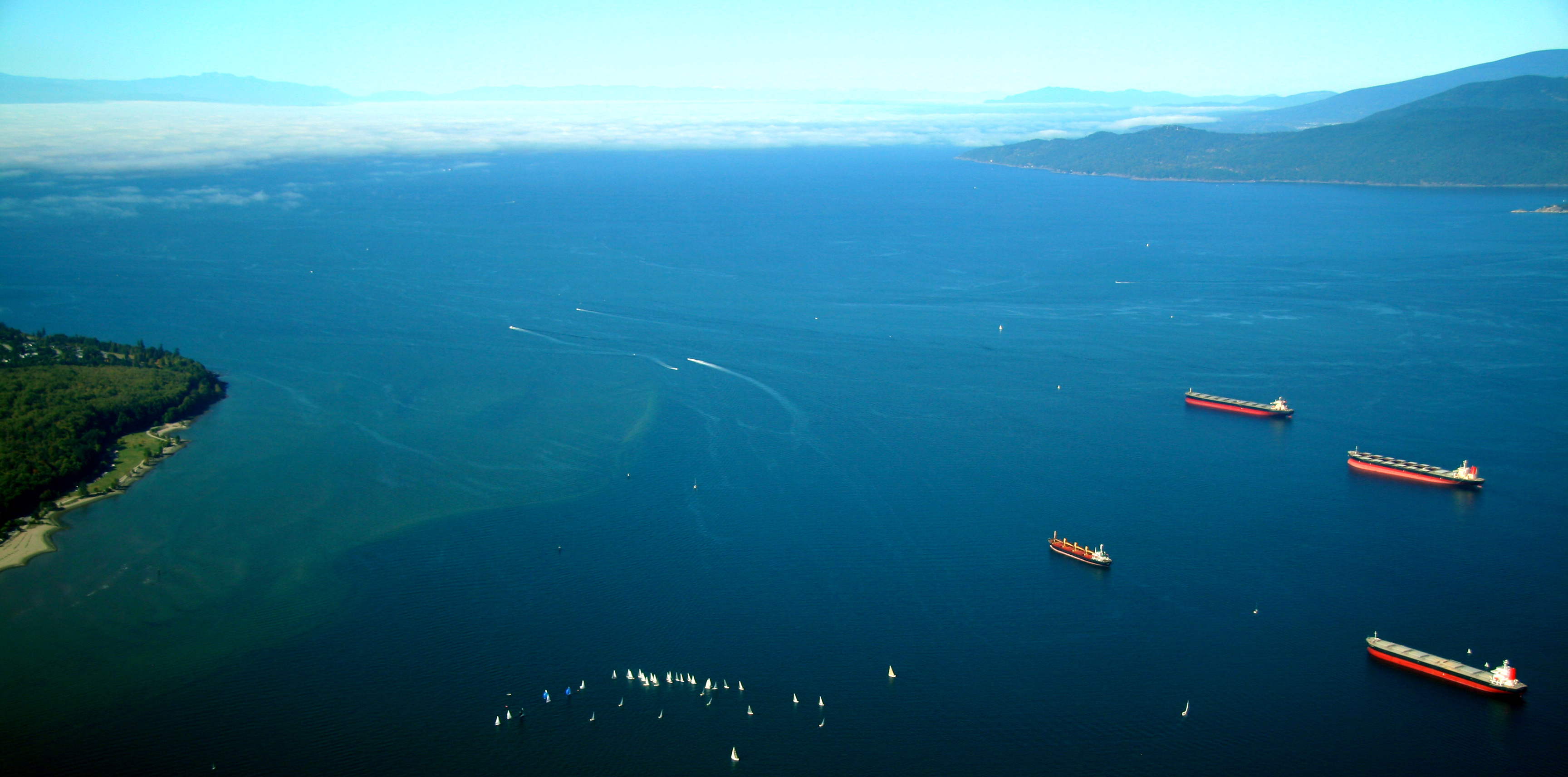
Záliv English Bay, pohled ze vzduchu

Nábřeží ve Stanley Parku se na severovýchodě táhne podél zálivu English Bay, okolo zálivu False Creek a směřuje na jih podél pláže Wreck Beach v úžině Strait of Georgia na jihozápadě. Je to oblíbené místo pro chodce, běžce, cyklisty a bruslaře. Nábřeží je pro cyklisty a bruslaře jednosměrné, ve směru proti pohybu hodinových ručiček, od mostu Lions gate Bridge po pláž Third Beach.
V zátoce probíhá velký počet kulturních akcí. HSBC Celebration of Light je největší soutěž v tvorbě ohňostrojů při pobřeží na světě. Koná se dva týdny v létě (obvykle poslední červencový a první srpnový týden). Každou zimu v zátoce probíhá výroční soutěž Polar Bear Swim a každé léto festival Vancouver Pride Parade.
Koncem 19. a začátkem 20. století byl záliv English Bay domovem prvního oficiálního záchranáře, legendárního Joea Fortese, který naučil stovky obyvatel tehdy mladého města plavat a který z jeho budky na pláži dával pozor na plavce. V současnosti hladinu zálivu brázdí stovky malých člunů a jachet a též velký počet trajektů a kontejnerových lodí čekajících na vyložení a naložení nákladu v přístavu Port of Vancouver.